# Wrath (album)
Pour les articles homonymes, voir Wrath.
Albums de Lamb of God
Sacrament
(2006) Resolution
(2012)
Wrath est le cinquième album du groupe Lamb of God sorti le 24 février 2009.

## Liste des chansons
1. The Passing - 1:58
2. In Your Words - 5:25
3. Set To Fail - 3:47
4. Contractor - 3:22
5. Fake Messiah - 4:35
6. Grace - 3:55
7. Broken Hands - 3:54
8. Dead Seeds - 3:42
9. Everything To Nothing - 3:50
10. Choke Sermon - 3:20
11. Reclamation - 7:07
12. We Die Alone (Bonus) - 4:37
13. Shoulder Of Your God (Bonus) - 5:55
14. Condemn the Hive (Bonus version japonaise) - 3:41

## Classements hebdomadaires
| Classement (2009)                  | Meilleure place |
| ---------------------------------- | --------------- |
| Allemagne (Media Control AG)       | 61              |
| Australie (ARIA)                   | 8               |
| Autriche (Ö3 Austria Top 40)       | 53              |
| Belgique (Flandre Ultratop)        | 80              |
| Canada (Canadian Albums Chart)     | 1               |
| États-Unis (Billboard 200)         | 2               |
| États-Unis (Hard Rock Albums)      | 1               |
| États-Unis (Top Rock Albums)       | 1               |
| Finlande (Suomen virallinen lista) | 5               |
| France (SNEP)                      | 137             |
| Irlande (IRMA)                     | 32              |
| Norvège (VG-lista)                 | 20              |
| Nouvelle-Zélande (RIANZ)           | 14              |
| Pays-Bas (Mega Album Top 100)      | 52              |
| Royaume-Uni (UK Albums Chart)      | 25              |
| Royaume-Uni (Rock & Metal Albums)  | 1               |
| Suède (Sverigetopplistan)          | 35              |
| Suisse (Schweizer Hitparade)       | 56              |